# Miss Goiás 2016
Miss Goiás 2016 foi a 61ª edição do tradicional concurso de beleza feminina do Estado, válido para o certame nacional de Miss Brasil 2016. O concurso contou com a participação de dezessete candidatas em busca do título que pertencia a modelo anapolina Thaynara Fernandes. O evento teve sua final gravada no dia 27 de Julho e a TV Goiânia transmitiu o mesmo dia 30. O certame se realizou no Teatro Madre Esperança Garrido e teve músicas da cantora Grace Carvalho. Apresentaram o certame a Miss Goiás 2013, Sileimã Pinheiro e o modelo e cantor Rafael Freire. Marthina Brandt, Miss Brasil 2015 prestigiou o concurso.

## Resultados

### Colocações
| Posição    | Município e Candidata                                         |
| Miss Goiás | - Anápolis - Mônica França                                    |
| 2º. Lugar  | - Caldas Novas - Ianelly Machado                              |
| 3º. Lugar  | - Goianésia - Tainara Andrade                                 |
| Finalistas | - Nerópolis - Diovanna Alves - Trindade - Flávia Chaves       |
| Finalistas | - Goiânia - Giovanna Veríssimo - Palmeiras - Camila Rodrigues |

### Prêmios Especiais
A Miss Be Emotion foi avaliada pelo expert João Mendonça, no Estúdio RW:
| Prêmio          | Município e Candidata      |
| Miss Be Emotion | - Anicuns - Júlia Gabriela |

### Ordem dos Anúncios
| 1. Goiânia 2. Goianésia 3. Trindade 4. Nerópolis 5. Anápolis 6. Palmeiras 7. Caldas Novas | 1. Caldas Novas 2. Goianésia 3. Trindade 4. Nerópolis 5. Anápolis | 1. Caldas Novas 2. Goianésia 3. Anápolis |  |

## Resposta Final
Questionada sobre qual seria sua escolha entre um grande amor e um contrato de trabalho, a vencedora respondeu:
| “ | Boa noite à todos, boa noite jurados. Bom, ambos são muito importantes, tudo vai depender - e esse é o diferencial - do enfoque que você tem naquele momento. Muito obrigada. | ” |

## Jurados
| 1. Jorge Neto, empresário; 2. Izabelle Capuzzo, stylist; 3. Eleonora Hsiung, designer; 4. Lucimeire Bittencourt, designer 5. Marcelo Soares, cirurgião plástico; 6. Marcos Paulo, apresentador da TV Goiânia; 7. Cássio dos Anjos, diretor da Ford Models-SC; 8. Dário Paiva, diretor de agência de turismo; 9. Beto y Plá, diretor de eventos da Band. 10. Camila Durante, blogueira; 11. Hosana Mota, empresária; 12. Cirilo Alves, empresário; 13. Éder Bueno, cabeleireiro; | 1. Gil Escobar, representante do Miss Brasil; 2. Beto y Plá, diretor de eventos da Band; 3. Fátima Abranches, coordenadora do Miss Goiás; 4. Bel Júnior, produtor de moda; 5. Alessandra Câmara, jornalista; 6. Luciana Braz, apresentadora do Band Cidade. |

## Candidatas
Participaram do concurso as candidatas: 
| - Anápolis - Mônica França - Anicuns - Júlia Gabriela - Caldas Novas - Ianelly Machado - Catalão - Victória Sayão - Corumbá - Claudiane Moura - Crixás - Mariana Ramalho - Goianésia - Tainara Andrade - Goiânia - Giovanna Veríssimo - Goianira - Thuane Marciano | - Itaberaí - Eduarda Carvalho - Nerópolis - Diovanna Alves - Ouvidor - Rafaela Helena - Palmeiras - Camila Rodrigues - Piracanjuba - Lorranny Guimarães - Pirenópolis - Karoline Araújo - Rio Verde - Edina Silva - Trindade - Flávia Chaves |

## Histórico

### Desistências
- Abadiânia - Alice Ramos

- Aparecida de Goiânia - Sibilla Aldi[9]

- Ceres - Gabriela Rocha[10]